# Salvatore Sabella
Salvatore Sabella (Castellammare del Golfo, 7 luglio 1891 – Filadelfia, 1962) è stato un mafioso italiano, il potente Boss della Famiglia di Philadelphia, durante gli anni venti, ed uno dei protagonisti della famosa guerra castellammarese.
È ricordato come uno dei boss più importanti e carismatici dell'epoca del proibizionismo.

## I primi anni
Salvatore Sabella nasce a Castellammare del Golfo, (provincia di Trapani), il 7 luglio del 1891. Da ragazzo inizia a lavorare come apprendista in una macelleria del paese, ma nel 1905, all'età di 14 anni a causa delle continue liti con lo stesso proprietario, lo uccide brutalmente. Nel 1908 viene condannato a tre anni di carcere per omicidio, e viene rinchiuso in un carcere di Milano.
Dopo il suo rilascio dal carcere emigra illegalmente in America. Arriva a New York nel 1912 ed entra subito a far parte della famiglia mafiosa di Salvatore D'Aquila a Brooklyn, diventando in breve tempo un importante e temuto "uomo d'onore". All'interno dell'organizzazione, il mentore di Sabella sarà il potente mafioso Giuseppe Traina.

## Boss a Filadelfia
Nel 1919 Sabella si trasferisce a Filadelfia, e diventa il boss della locale famiglia mafiosa, rendendola in breve tempo ancora più potente, anche grazie all'imminente inizio del proibizionismo. Ufficialmente Sabella era un commerciante di olio d'oliva e formaggi siciliani, e proprietario di alcuni bar, ma dietro queste attività di facciata il giovane boss ed i suoi uomini si occupavano di contrabbando di alcol, di estorsioni, di usura, di gioco d'azzardo e scommesse illegali. Due degli uomini di fiducia di Sabella erano John Avena ed il giovanissimo Angelo Bruno, entrambi futuri capimafia della città.
Nel 1925 Sabella viene sospettato dell'omicidio del mafioso rivale Leo Lanzetti. Il 30 maggio del 1927, due mafiosi ribelli della cosca, Vincent Cocozza e Joseph Zanghi vengono assassinati in un quartiere di Philadelphia, da alcuni killer su ordine di Sabella. Lo stesso Sabella viene arrestato per gli omicidi, ma viene subito assolto. Tuttavia durante le indagini i giudici scoprono il suo status di immigrato illegale, e così verso la fine del 1927, le autorità procedono con la sua deportazione nella natia Sicilia Sabella nomina momentaneamente come reggente della "famiglia" il suo braccio destro John Avena.

## Guerra castellammarese
Proprio in quel periodo, nei primi mesi del 1928, scoppia a New York la famosa guerra castellammarese, tra i due più potenti capimafia della città e d'America, ovvero Salvatore Maranzano e Joe Masseria. Sabella era uno stretto alleato di Maranzano, e appena un anno dopo dalla sua deportazione, torna illegalmente negli Stati Uniti, nei primi mesi del 1929. Si trasferisce momentaneamente a New York per dare man forte al suo alleato Maranzano, con 9 dei suoi migliori killer. Con la morte di Joe Masseria alla fine del 1931, Sabella ed i suoi fidati pistoleri tornano a Filadelfia, e lui torna ad occuparsi in prima persona degli affari della "famiglia" .

## Ritiro dalle attività mafiose
Negli ultimi mesi del 1931, viene arrestato dalla polizia per aggressione e resistenza a pubblico ufficiale, ma grazie al suo potere e ai suoi contatti nella polizia e nella politica, viene scarcerato pochi giorni dopo. Tuttavia pochi mesi dopo all'età di soli 40 anni, e all'apice del suo potere, Sabella chiede il permesso alla cupola, e lascia la guida della Famiglia di Philadelphia al suo braccio destro John Avena e si ritira dalle attività mafiose, trasferendosi con i suoi familiari, nella vicina e tranquilla cittadina di Norristown, a 10 km da Philadelphia per curare le sue attività commerciali come macellerie e negozi di alimentari.
Il motivo del suo ritiro così precoce dalle attività di mafia, rimane sconosciuto. Tuttavia secondo gli storici, Sabella dopo la sanguinosa guerra castellammarese, avrebbe deciso di ritirarsi a vita privata perché stufo da tutto quello spargimento di sangue. Nel 1962 Salvatore Sabella all'età di 71 anni muore di cause naturali a Filadelfia.

## Fonti
- onewal.com
- americanmafia.com